# Liste des caravansérails seldjoukides en Turquie

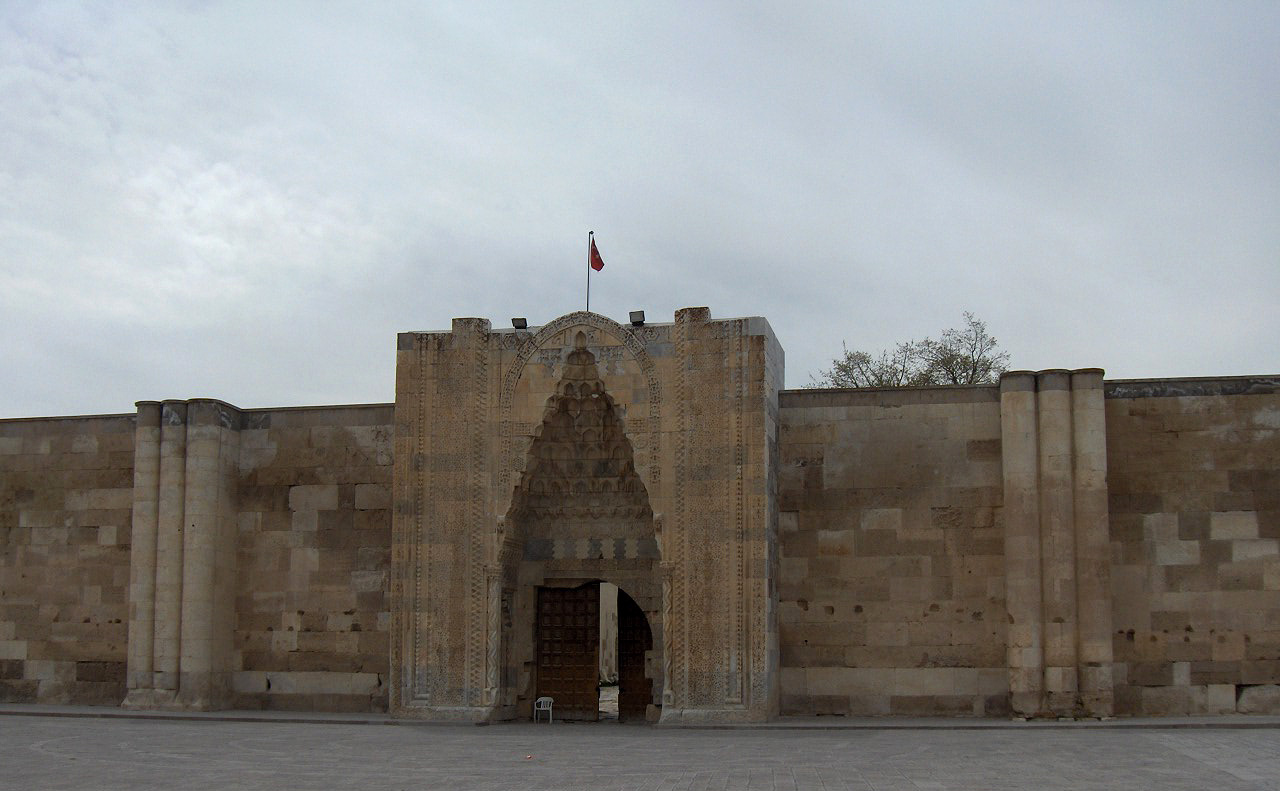
Portail de Sultanhan entre Aksaray et Konya

Le sultanat de Roum, sous la dynastie turque des seldjoukides, couvrait la plus grande partie de l'Anatolie. Les sultans se sont dotés d'un réseau de gîtes pour voyageurs, appelés caravansérails en français. Les mots kervansaray et han sont en partie interchangeables en turc. Tous deux désignaient des auberges pouvant accueillir des caravanes. Le kervansaray se trouvait le plus souvent dans la campagne avec son propre personnel d'artisans (forgerons, etc.) alors que le han était le plus souvent en ville. Le nom de l'établissement était souvent construit avec -han en suffixe. Le fondateur était le plus souvent un sultan, un régent (atabek) ou la mère d'un sultan (sultane validé ), mais il pouvait aussi être un gouverneur ou une personne sans titre officiel. Ces édifices sont généralement restés en service pendant la période de l'Empire ottoman.

## Liste
| Nom                | Fondé par                          | Date présumée de construction | Lieu (entre deux villes)  |
| ------------------ | ---------------------------------- | ----------------------------- | ------------------------- |
| Okla               | `Izz ad-Dîn Kılıç Arslan II        | 1156-1192                     | Aksaray-Konya             |
| Altun Apa          | Altın Apa                          | 1201                          | Beyşehir-Konya            |
| Argıt              | Altın Apa                          | 1201                          | Akşehir- Konya            |
| Kızılören          | Emir Kutlu                         | 1206                          | Beyşehir Konya            |
| Kuru Çeşme         | Ghiyâth ad-Dîn Kay Khusraw Ier (?) | 1207                          | Beyşehir-Konya            |
| Dokuzun Derbent    | Ebi Bekr                           | 1210                          | Konya-Akşehir             |
| Edvir (Evdir)      | `Izz ad-Dîn Kay Kâwus Ier          | 1210-1219                     | Antalya-Isparta           |
| Eshabikeyf         | Nuşrateddin Hasan                  | 1215-1234                     | Besni-Kayseri             |
| Seyfettin Ferruh   | Seyfettin Ferruh                   | 1215                          | Konya-Seydişehir          |
| Taşhan             | `Izz ad-Dîn Kay Kâwus Ier          | 1218                          | Hekimhan-Malatya          |
| Alay               | `Ala' ad-Dîn Kay Qubadh Ier        | 1219-1236                     | Aksaray-Kayseri           |
| Hekim              | El Hekim El Malati                 | 1219-1236                     | Malatya-Sivas             |
| Pınarbaşı          | Atabey Ertokuş                     | 1220                          | Denizli-Eğirdir           |
| Ertokuş            | Atabey Ertokuş                     | 1223                          | Eğirdir-Konya (Gelendost) |
| Kadın              | Raziye                             | 1223                          | Konya-Akşehir (Kadınhanı) |
| Ebul Kasım Ahmet   | Ebül Kasım                         | 1224                          | Niksar                    |
| Muhliseddin        | Musliseddin                        | 1228                          | Zile                      |
| Sultan             | `Ala' ad-Dîn Kay Qubadh Ier        | 1229                          | Aksaray-Konya             |
| Çardak             | Esedüddün Ayas                     | 1230                          | Denizli-Eğridir (Çardak)  |
| Alara              | `Ala' ad-Dîn Kay Qubadh Ier        | 1231-1232                     | Alanya-Antalya            |
| Sultan             | `Ala' ad-Dîn Kay Qubadh Ier        | 1232-1236                     | Kayseri-Sivas             |
| Karasungur         | Karasungur                         | 1235-1236                     | Denizli                   |
| Sadettin (Zazadin) | Sadettin Köpek                     | 1235-1236                     | Aksaray-Konya             |
| Kırkgöz            | Ghiyâth ad-Dîn Kay Khusraw II      | 1236-1246                     | Antalya-Isparta           |
| Şarapsa            | Kay Khusraw II (?)                 | 1235-1245                     | Antalya-Alanya            |
| Eğridir            | Kay Khusraw II                     | 1237-1238                     | Eğridir                   |
| Ezine Pazar        | Malike Mahperi                     | 1238-1246                     | Amasya-Tokat              |
| İncir              | Kay Khusraw II                     | 1238-1239                     | Antalya-Isparta           |
| Pazar              | Melike MahPeri                     | 1238-1239                     | Amasya-Tokat              |
| Çınçınlı Sultan    | Melike Mahperi                     | 1239-1240                     | Kırşehir-Zile             |
| Ağzıkara han       | Hace Mesut                         | 1236-1240                     | Aksaray-Kayseri           |
| Karatay            | Celalettin Karatay                 | 1240-1241                     | Kayseri-Malatya           |
| Susuz              | Sadık Ağa                          | 1244-1246                     | Antalya-Isparta           |
| Ruz Apa            | Camedar Ruzapa                     | 1246-1249                     | Akşehir-Konya             |
| Yeni (Akhan)       | Karasungur                         | 1249-1250                     | Denizli                   |
| İshaklı            | Sahip Ata                          | 1249                          | Afyon-Akşehir (Sultandağ) |
| Karatay            | Celalettin Karatay (?)             | 1253                          | Konya                     |
| Boz                | Karasungur                         | 1253-1254                     | Denizli-Eğridir           |
| Durağan            | Pervane Süleyman                   | 1266                          | Boyabat-Vezirköprü        |
| Ilgın              | Sahip Ata                          | 1267-1268                     | Akşehir-Konya (Ilgın)     |
| Kesikköprü         | Cacabey                            | 1268                          | Aksaray-Kırşehir          |
| Çayhan             | Ebül Mücahit Yusuf                 | 1278-1279                     | Afyon-Akşehir (Çay)       |
| Dibli              |                                    | 1292                          | Divriği-Harput            |

### Sources et bibliographie
- (en) Cet article est partiellement ou en totalité issu de l’article de Wikipédia en anglais intitulé « List of Seljuk hans and kervansarays in Turkey » (voir la liste des auteurs) dans sa version du 19 décembre 2015.